# Arata-naru sekai
Arata-naru sekai (アラタなるセカイ? lett. "Il mondo nuovo") è un progetto multimediale fantascientifico composto da un manga (ambientato nel passato), una light novel (ambientata nel presente), un OAV (ambientato nel futuro) e un CD con la colonna sonora, pubblicati contemporaneamente il 20 ottobre 2012. Autore della serie è Iruma Hitoma, mentre l'animazione è stata curata dallo studio Madhouse.

## Trama
I protagonisti sono un gruppo di ragazzi che devono muoversi nell'asse temporale per tentare di salvare l'umanità. Alcuni di loro andranno nel futuro (è la storia raccontata dall'anime) altri nel passato e il manga seguirà le loro avventure. La light novel racconterà invece di coloro che, impossibilitati a viaggiare nel tempo, saranno costretti a restare nel presente.

## Personaggi e doppiatori
- Yakusa: Risa Taneda
- Hoshigaoka: Yuka Iguchi
- Hongō: Rumi Ōkubo
- Itsushiya: Yumi Uchiyama
- Arata: Yoriko Nagata